# Iričići
Iričići (Servisch cyrillisch Иричићи) is een plaats in de Servische gemeente Brus. De plaats telt 40 inwoners (2002).